# David (Michel-Ange)
Pour les articles homonymes, voir David.
David est une sculpture de la Renaissance réalisée par Michel-Ange entre 1501 et 1504. Elle mesure 5,17 mètres de hauteur (sans le piédestal) et elle est tirée d'un bloc de marbre blanc de Carrare qui avait été laissé à l'abandon après l'échec d'autres sculpteurs. Michel-Ange a su tirer parti de l'étroitesse du bloc de marbre et contourner un de ses défauts (une brèche dans laquelle il a creusé l'espace entre le bras droit et le torse). L'œuvre représente David, une fronde (lanière de cuir servant de lance-pierre) à la main, juste avant son combat contre le géant Goliath.
Initialement placé devant le palazzo Vecchio pour symboliser la détermination d'une jeune république face au tyran, l'original est, depuis 1873, exposé dans la Galleria dell'Accademia de Florence. Le David que l'on peut désormais voir devant la façade du palazzo Vecchio est une réplique installée en 1910.

## Histoire

### Avant Michel-Ange
En 1464, une commande est faite à Agostino di Duccio pour sculpter la figure géante d’un prophète qui prendrait sa place dans une des niches de la tribune nord à l'extérieur de la cathédrale Santa Maria del Fiore de Florence, aux côtés des deux prophètes réalisés par Nanni di Banco (Isaïe) et Donatello (Josué). Elle devait être le pendant de la statue de Josué conçue par Donatello cinquante ans plus tôt. Duccio a extrait et dégrossi un bloc de marbre des carrières de Carrare, mais il abandonne au bout de trois ans devant l'ampleur de la tâche. Dix ans plus tard, Antonio Rossellino entreprend d’achever son travail, puis renonce à son tour. C'est que le bloc de marbre « n'était pas assez compact, il présentait beaucoup de veinures, et par-dessus tout il était très étroit ; il convenait mieux aux sculptures gothiques qu'à celles, musculeuses et massives de la Renaissance ». Le bloc reste ainsi quarante ans dans l'atelier de la cathédrale, à moitié travaillé.

### 1501 - 1504: genèse du David

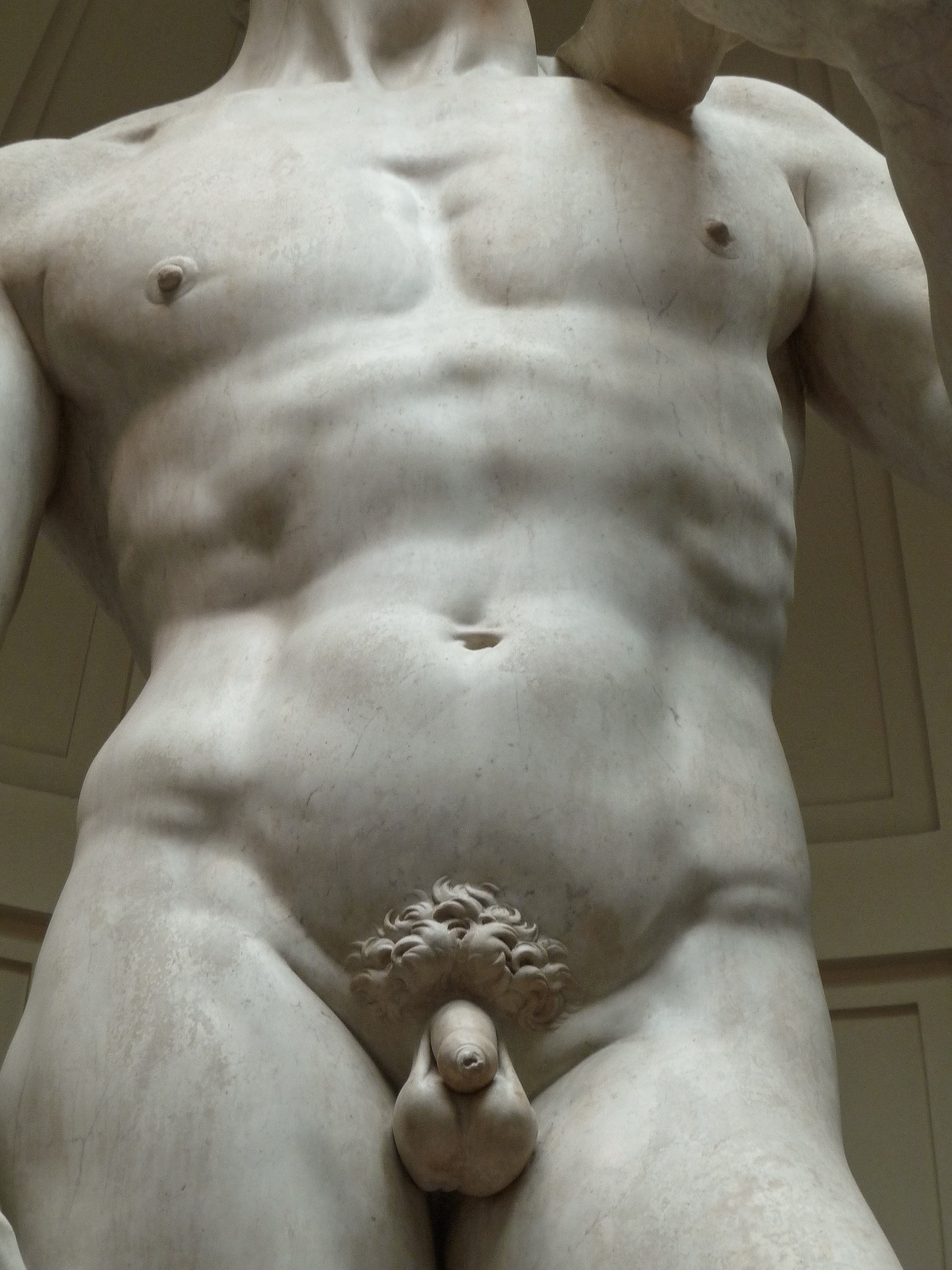
David, détail.

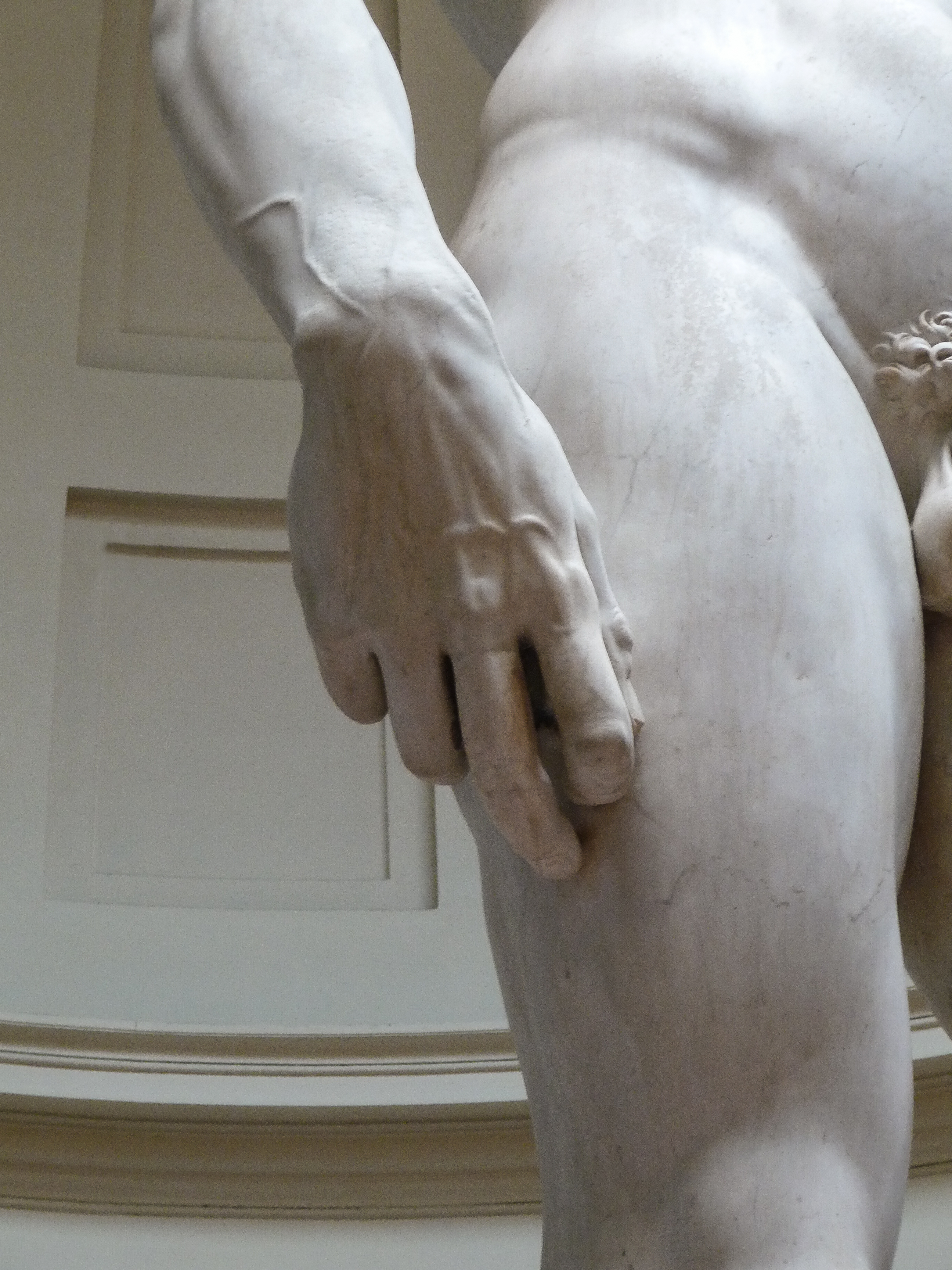
David, détail.

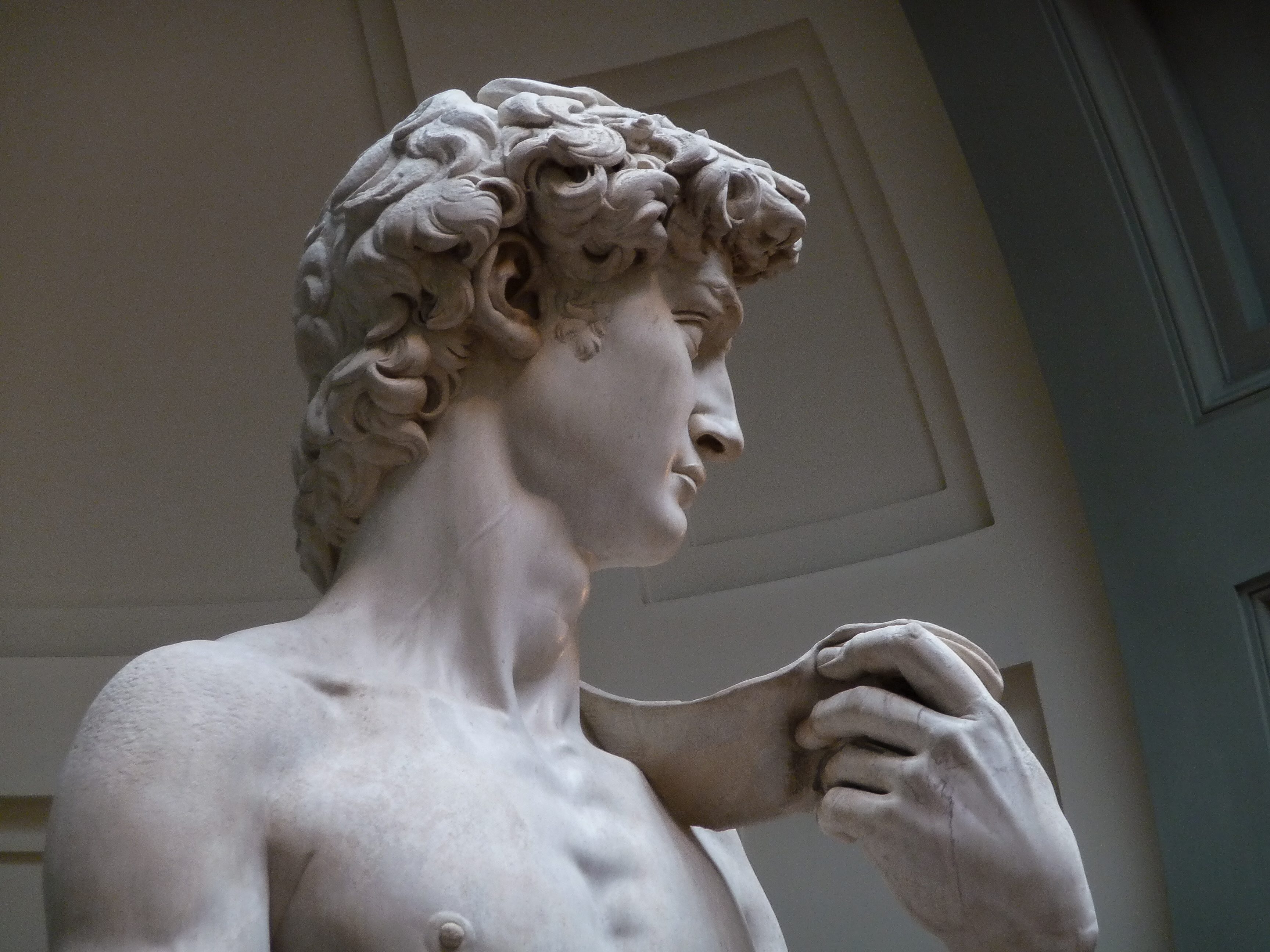
David, détail.

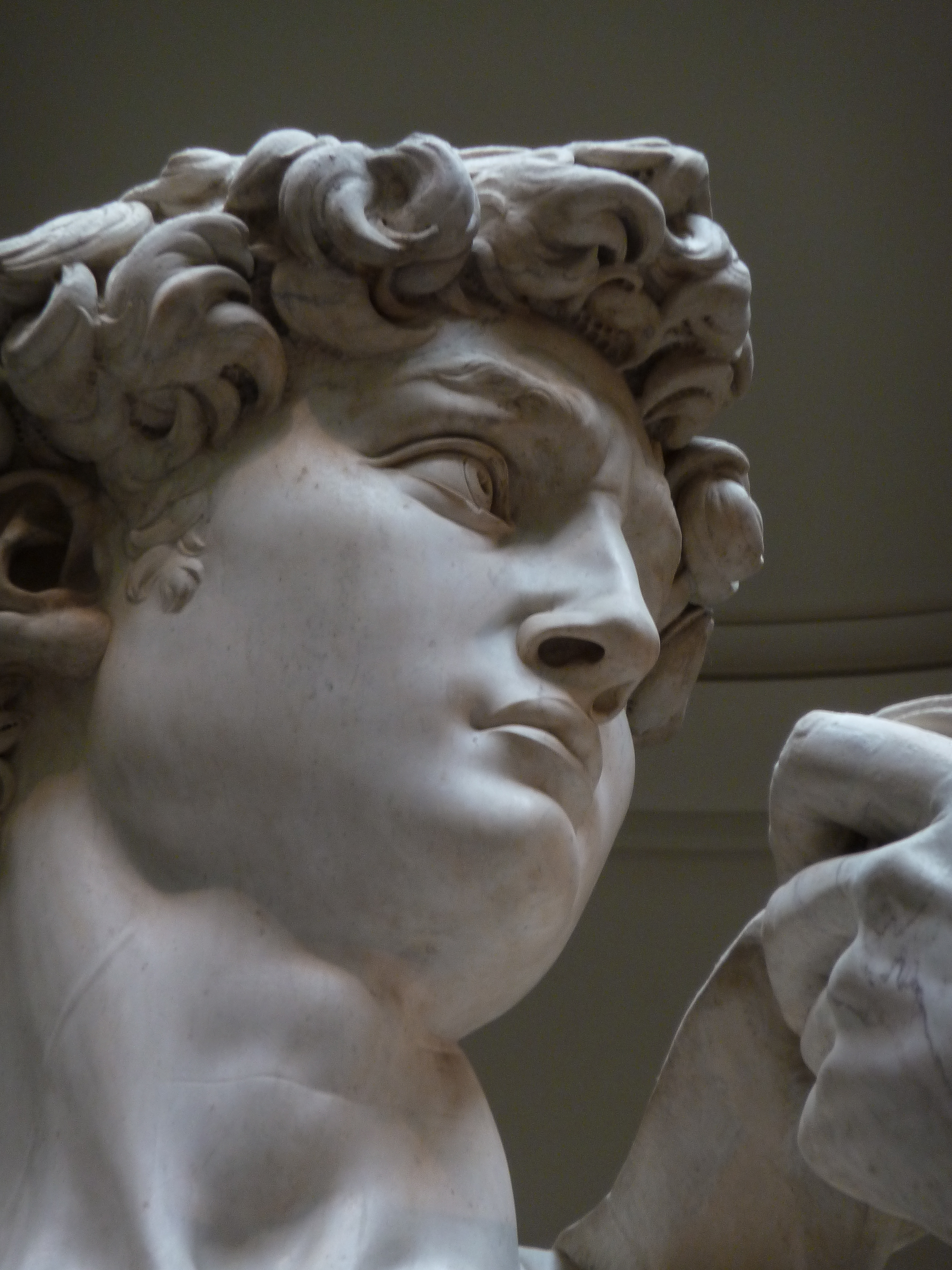
David, détail.

Le 2 juillet 1501, les responsables de l'Opera del Duomo (le conseil de fabrique, chargé de superviser la construction et l'aménagement de la cathédrale Santa Maria del Fiore) se réunissent pour décider du sort du bloc de marbre. On apprend dans leur délibération que celui-ci, « mal dégrossi » (male abrozarotum) gisait « sur le dos » dans une cour de l'Opera del Duomo. Ils prennent la décision, d’abord de le redresser, et ensuite de désigner un sculpteur capable de l'achever. Bien qu'Andrea Sansovino se soit montré intéressé, c’est Michel-Ange qui reçoit la commande du David, le 16 août 1501, de l'Opera del Duomo, et de l'Arte della Lana (la plus importante maison de commerce et de banque de Florence au XIVe siècle, liée aux tisserands). Il érige une structure en bois autour du bloc pour le cacher et travaille ainsi jusqu'au 23 juin 1503 (fête de la saint Jean-Baptiste, patron de Florence), jour où la statue est dévoilée.
Cependant, l’emplacement initialement prévu, au sommet de l’un des piliers du Dôme de Florence, n’était plus envisageable, « ne serait-ce que pour des raisons techniques et statiques, eu égard aux dimensions gigantesques de l’œuvre, et qu’en outre, la nudité du personnage paraîtrait peut-être déplacée en pareil lieu. »
Le 25 janvier 1504, une commission composée des plus grands artistes florentins (entre autres, Léonard de Vinci, Piero di Cosimo, Simone del Pollaiolo, Filippino Lippi, Cosimo Rosselli, Sandro Botticelli, Giuliano et Antonio da Sangallo, le Pérugin et Lorenzo di Credi) est chargée de déterminer l'emplacement du David de Michel-Ange. Léonard de Vinci et Giulano da Sangallo se prononcent pour l'intérieur de la Loggia dei Lanzi, mais on décide finalement, devant l’insistance de Michel-Ange, de l'installer devant le Palazzo Vecchio. Sa statue prend ainsi la place de la Judith et Holopherne de Donatello, qui rejoint, elle, l'intérieur du Palais. Cet emplacement est aussi adopté pour replacer l'œuvre de Donatello, prise par la ville aux Médicis au moment de leur expulsion et mise en face du palais avec une inscription célébrant la victoire du courage et de l'énergie sur la tyrannie. Ces allusions politiques sont essentielles dans l'effet produit par le David sur les Florentins ; Vasari le considère comme un symbole du bon gouvernement.
Le David quitte, le 14 mai 1504, de nuit, car il avait de nombreux détracteurs, l'atelier de Michel-Ange à Santa Maria del Fiore pour rejoindre le Palazzo Vecchio. Au bout de quatre jours, la statue atteint la place et il faut encore attendre juin 1504 pour qu'elle soit correctement installée sur l'ancien socle de la Judith. Elle est inaugurée le 8 septembre 1504.
Depuis la mort de Savonarole en 1498, Florence connaissait une parenthèse républicaine. Le nouveau gonfalonier, Piero Soderini, voit donc dans le David l'exaltation des valeurs républicaines. La statue devient le symbole de Florence, cette Cité-État menacée de tous les côtés par des états rivaux puissants, cette interprétation étant renforcée par son emplacement devant le Palazzo Vecchio, siège municipal de Florence.

### De la Piazza della Signoria à l’Accademia

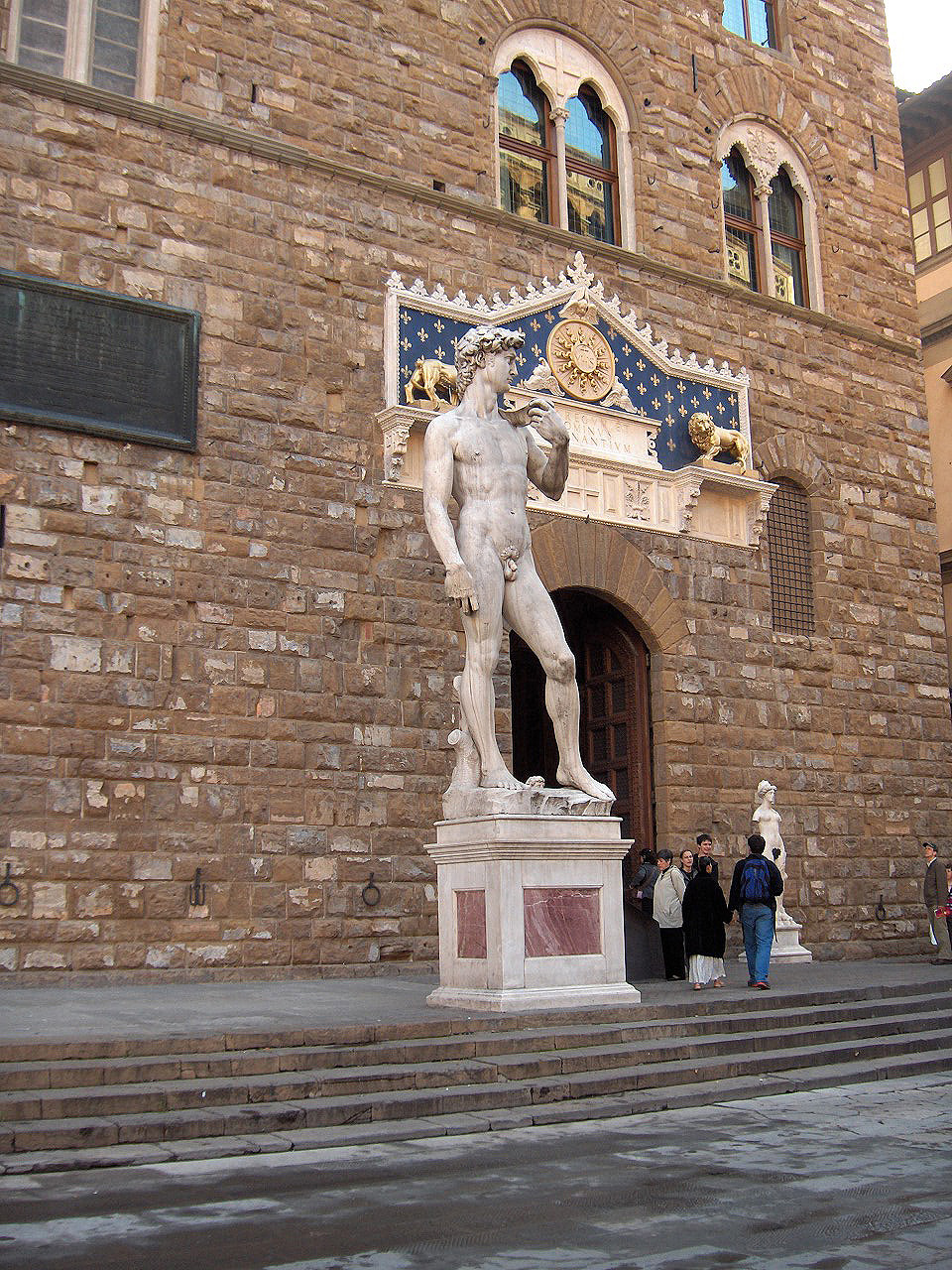
Réplique du David de Michel-Ange devant le Palazzo Vecchio.

Le 26 avril 1527, le peuple florentin s’empare du Palazzo Vecchio, contraignant la Seigneurie à déclarer les Médicis rebelles. Ceux-ci rassemblent cinq mille soldats qui investissent la Piazza della Signoria. Les assiégés se défendent en lançant divers projectiles sur les troupes des Médicis. L'un d'eux atteint le David de Michel-Ange, brisant son bras gauche en trois morceaux. Vasari, accompagné de son ami Francesco Salviati, les aurait récupérés. En 1543, sur ordre du grand-duc Cosme Ier de Toscane, le bras gauche de la statue est restauré.
On prend conscience, dès le début du XIXe siècle, de l'état de dégradation du David, causé par son exposition en plein air. Entre 1808 et 1815, des restaurateurs croient le protéger en le traitant à l'encaustique. Trente ans plus tard, en 1843, Aristodemo Costoli constate les dommages ainsi créés. Malheureusement, le remède est pire que le mal : il nettoie la statue avec une solution composée à 50 % d'acide chlorhydrique, détruisant ainsi la patine d'origine de la statue.
Une commission décide en 1866 que le David trouverait désormais refuge derrière les murs de la Galleria dell'Accademia. Il faut cinq jours, du 31 juillet au 4 août 1873, pour déplacer la statue de la Piazza della Signoria à l'Accademia, sur un chariot spécialement conçu pour l'occasion par les ingénieurs Porra et Poggi. Une copie est ensuite placée devant la façade d'entrée du Palazzo Vecchio.

## Analyse
L’adolescent qu’a sculpté Michel-Ange est un athlète puissant, « magnification du nu viril », là où l’on avait vu dans le David de Donatello, sculpté soixante ans plus tôt, « un héros androgyne à la beauté d’éphèbe. » Le David de Donatello et celui de Verrocchio montrent le jeune héros exhibant le glaive avec lequel il vient de trancher la tête de Goliath, et foulant celle-ci à ses pieds. Michel-Ange, lui, a choisi de représenter David avant le combat, au moment où il défie le géant Goliath. Son attitude, un contrapposto nerveux (le poids du corps repose sur une seule jambe et la ligne des hanches fait opposition à celle des épaules), trahit une « violence contenue ». Il s'apprête à lancer, avec sa fronde (dont la courroie passe au-dessus de son épaule et le long de son dos), la pierre qui va frapper au front son ennemi.
La statue de Michel-Ange devint l'incarnation de la virtus fiorentina, la vertu républicaine florentine, au sens où l'entendait Leonardo Bruni, lorsqu'il écrivait que « les vertus ancestrales des Romains et des Étrusques avaient été préservées dans les lois sacrées de Florence. » Du reste, le David fut lui-même comparé aux modèles de l'Antiquité. Pourtant, sur le moment, des citoyens florentins avaient reproché à la Seigneurie d'avoir déplacé la Judith de Donatello, qui leur semblait être le vrai symbole de la République.
Symbole donc de la vertu civique florentine très prisée de la Force, David est figuré sous l'aspect d'un adolescent dégingandé, gonflé de la fierté et de la force de la jeunesse, mais aussi un peu de son hésitation et de son côté farouche. Il est très différent des David à la confiance plus courtoise de Donatello et Verrocchio. L'idéalisation de la tête s'accompagne d'une étonnante justesse anatomique. La pose détendue rappelle l'Antiquité et exprime le concept médiéval des affinités des deux côtés du corps : le côté droit est fermé et protégé, le côté gauche ouvert et vulnérable.
Le bloc dans lequel le David est sculpté a été entamé en 1464 et abandonné ; de côté, la largeur impressionnante manque d'une profondeur correspondante : la réalisation représente un véritable tour de force. La position définitive du David est choisie avec soin à cause de sa frontalité marquée.
Dans le droit fil de l'esthétique de l'inachevé (non finito), propre à Michel-Ange, le sommet de la tête montrerait un peu de la surface initiale du bloc avec une lézarde, non travaillée. De même Michel-Ange utilise de la disproportion dans les mains.

## Répliques
Parmi les principales répliques, on peut citer :
- Piazza della Signoria, devant le Palazzo Vecchio, réplique en marbre
- Piazzale Michelangelo, réplique en bronze
- Statue de David à Marseille, réplique en marbre (et une autre dans le couloir principal du Palais Carli actuel conservatoire de musique de Marseille)
- Victoria and Albert Museum, réplique en plâtre.
- Statue de Yohan à Audun, réplique en argile (version censurée avec feuille de vigne) par La Louve d'Exception

## Sources d'inspiration
Alors que le David médiéval est écrivain et musicien, dessiné barbu, c'est à la Renaissance qu'il est représenté juvénile et fier, d'abord entre 1430 et 1440 par Donatello avec une statue en bronze de 1,58 mètre de haut. Andrea del Verrocchio réalise autour de 1476 une autre statue en bronze (1,25 mètre), enfantine et presque androgyne, avec la tête de Goliath à ses pieds.

## Le David de bronze

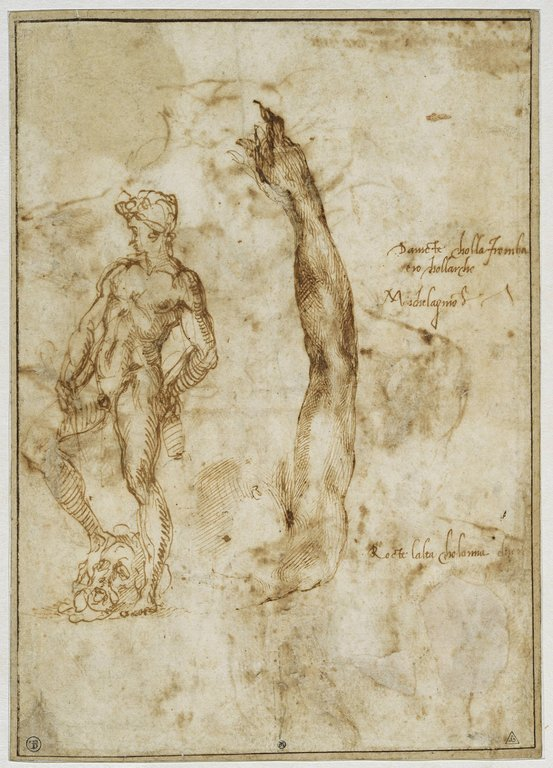
Michel-Ange, Esquisse pour un David de profil à gauche, le pied posé sur la tête coupée de Goliath, vers 1502-1503, cabinet des dessins du Louvre, inv. 714

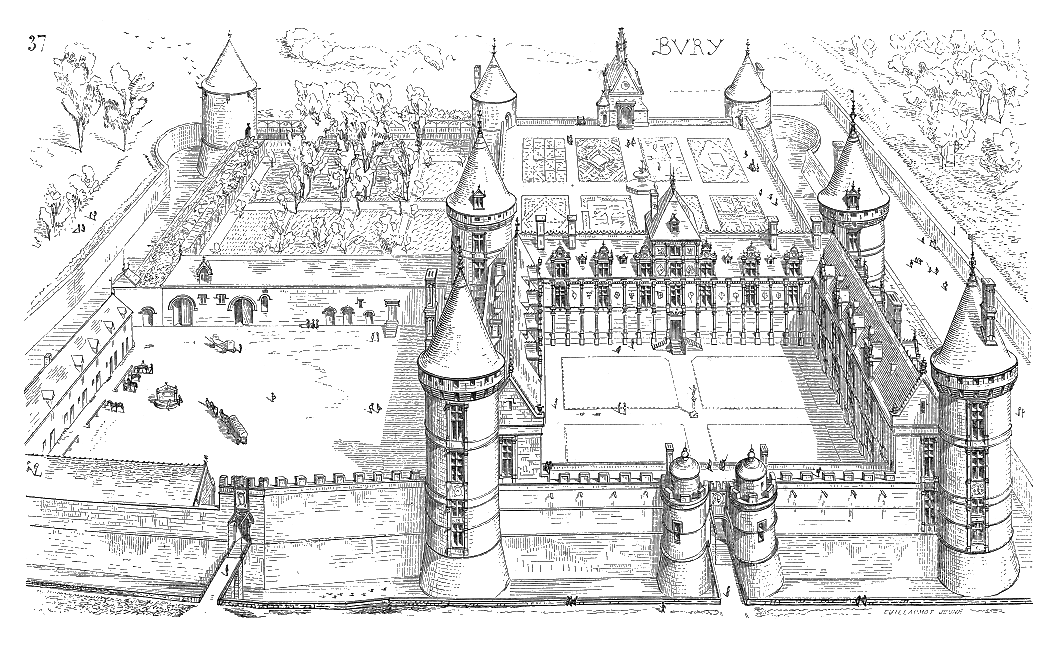
Château de Bury (la statue est au centre de la cour)

En même temps qu'il crée le David de marbre, Michel-Ange reçoit de la république de Florence la commande d'un David de bronze, de format beaucoup plus réduit. En juin 1501, le maréchal de Gié, Pierre de Rohan, qui a admiré le David de Donatello, souhaite avoir une statue sur le même sujet et formule sa demande auprès du gonfalonier Pier Soderini. Le 12 août 1502, alors redevable au roi de France, la République passe commande de ce David auprès de Michel-Ange. Comme le maréchal de Gié est disgracié en 1504, le trésorier de France Florimond Robertet reprend en main ses dossiers et réclame la statue. Elle lui est livrée en décembre 1508.
À la suite de Frédéric Reiset, on a longtemps cru qu'un dessin du Louvre représentait ce David de bronze : on le voit fortement déhanché, le pied droit sur la tête de Goliath, le corps reposant sur la jambe gauche. En s'appuyant sur deux gravures d'Androuet du Cerceau, Saul Levine pense qu'au contraire David repose sur sa jambe droite et a la jambe gauche un peu repliée ; il tiendrait de la main droite une épée, et de l'autre ce qui semble être la tête de Goliath. Par conséquent, il pense que le dessin du Louvre est plutôt une étude préparatoire pour la version en marbre. Ce serait d'après lui un dessin de l'Ashmolean Museum d'Oxford qui représenterait le David de bronze, dans une attitude proche du Persée de Benvenuto Cellini.
L'itinéraire de la statue aujourd'hui disparue est retracé par Nicole Duchon : elle arrive en France sans doute à Blois, où elle est stockée dans l'hôtel de Florimond Robertet. De 1511 à 1515, il construit un des premiers châteaux renaissance du val de Loire, le château de Bury, à Molineuf. Il l'installe dans la cour d'honneur sur une colonne, où Androuet la croquera de quelques traits quand il publiera une vue du château. En 1604, le secrétaire d'État Nicolas de Neuville-Villeroy achète Bury avec ses meubles et objets d'art. Son fils Charles le revend et transporte la statue dans le parc de son château de Villeroy à Mennecy,. En 1640, son petit fils Nicolas V de Villeroy démolit l'ancien Hôtel de Villeroy et le remplace par un nouveau bâtiment, l'Hôtel de Villeroy Bourbon, au cœur de Paris, 9 rue des Déchargeurs. Jusqu'à sa vente le 21 janvier 1671, la statue se trouve un moment à Paris. La statue est référencée dans le musée de la Crèmerie de Paris qui se trouve à l'angle de la demeure.  À la Révolution, le souvenir de son origine est perdu, mais on la décrit comme une statue grandeur nature représentant David qui foule aux pieds la tête de Goliath, ce qui remet en cause l'analyse de Saul Levine. En octobre 1795, la statue est toujours là quand le séquestre est levé et elle est rendue aux trois héritières Villeroy. Le domaine étant grevé de dettes, on peut hélas penser qu'elle a été vendue à un marchand de matériaux.

## Galerie d'images

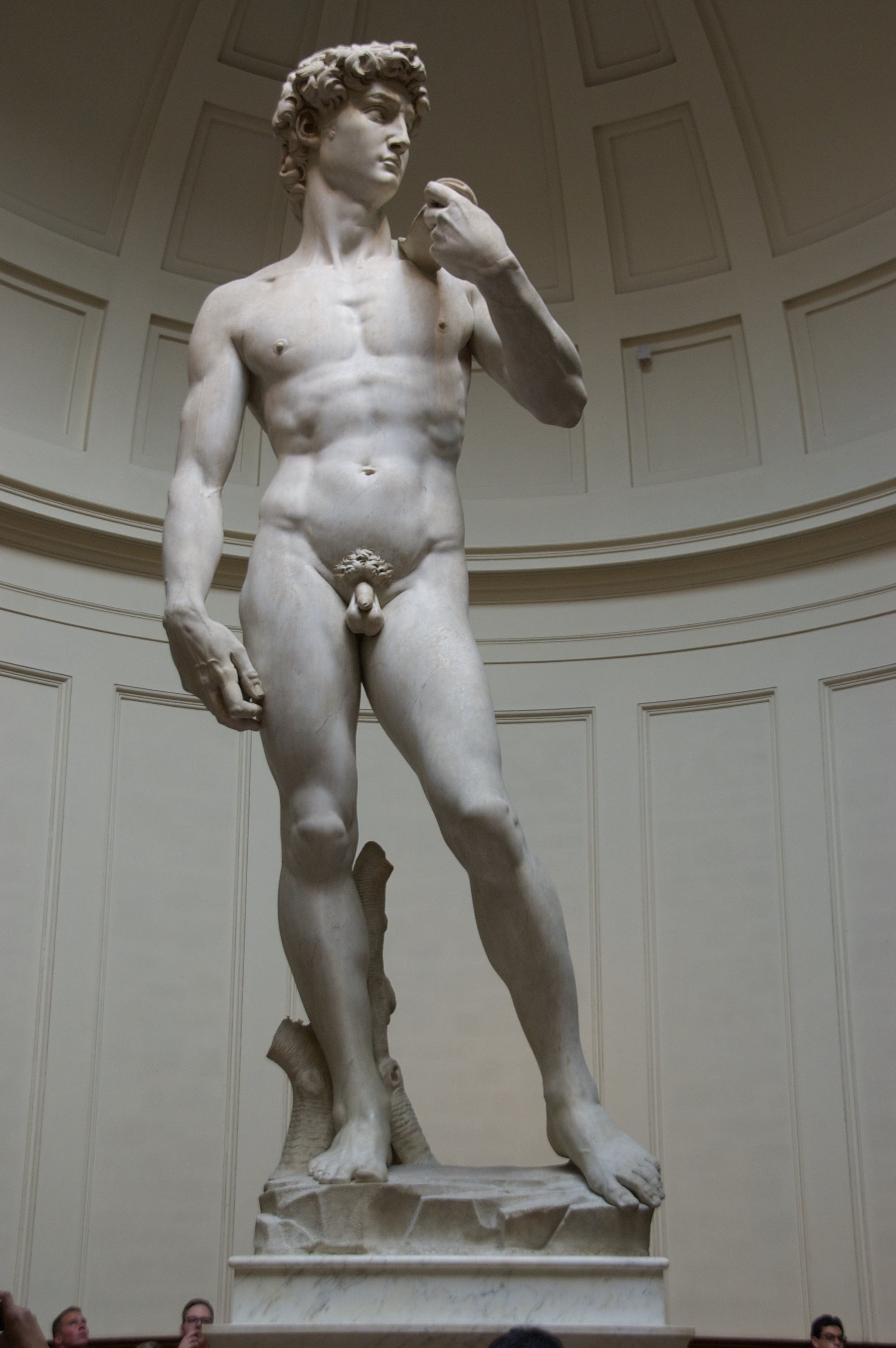
Original du David de Michel-Ange (vue de face)
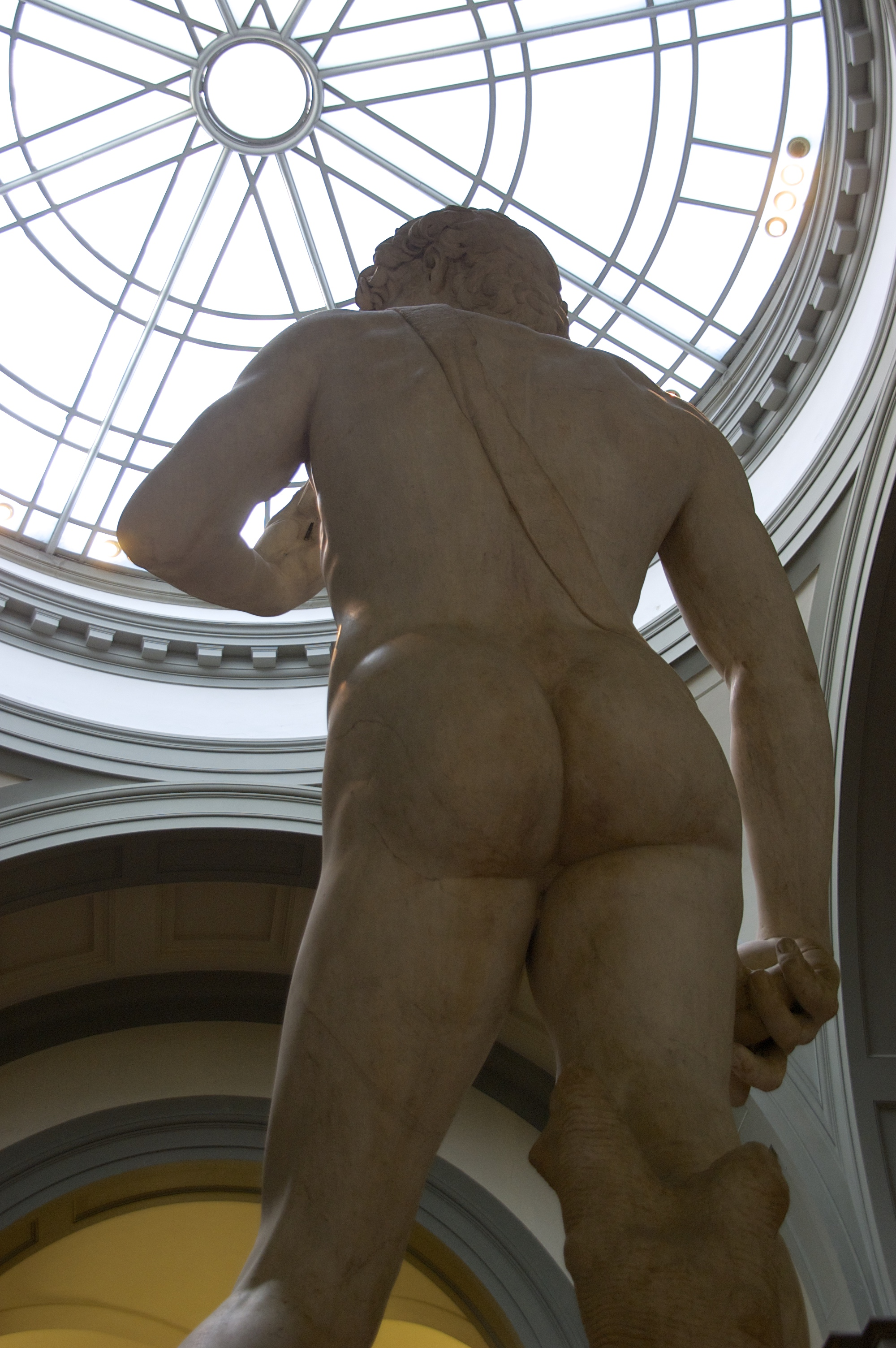
Vue de dos.
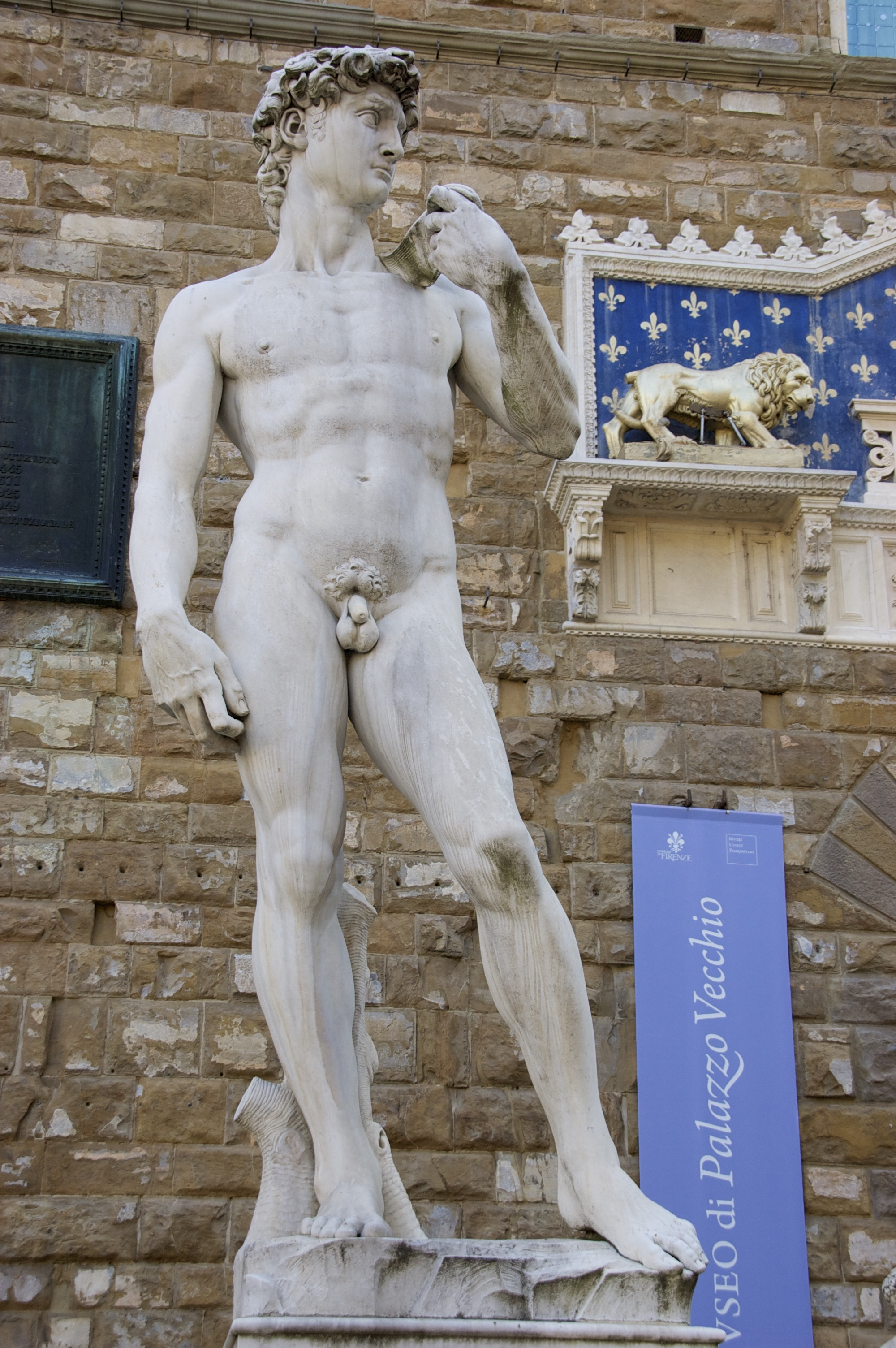
Réplique en marbre située Piazza della Signoria, devant le Palazzo Vecchio.
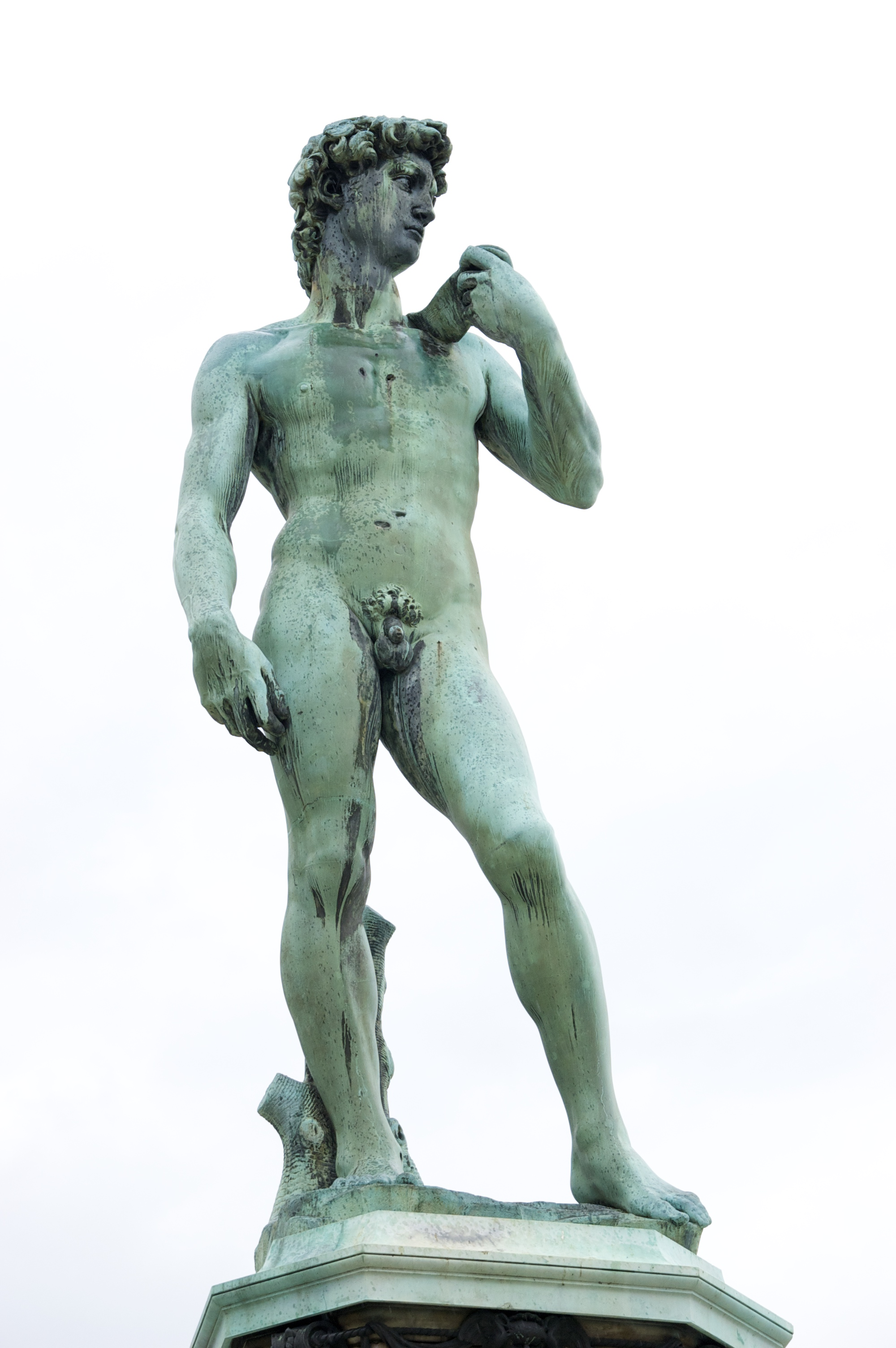
Réplique en bronze au Piazzale Michelangelo.

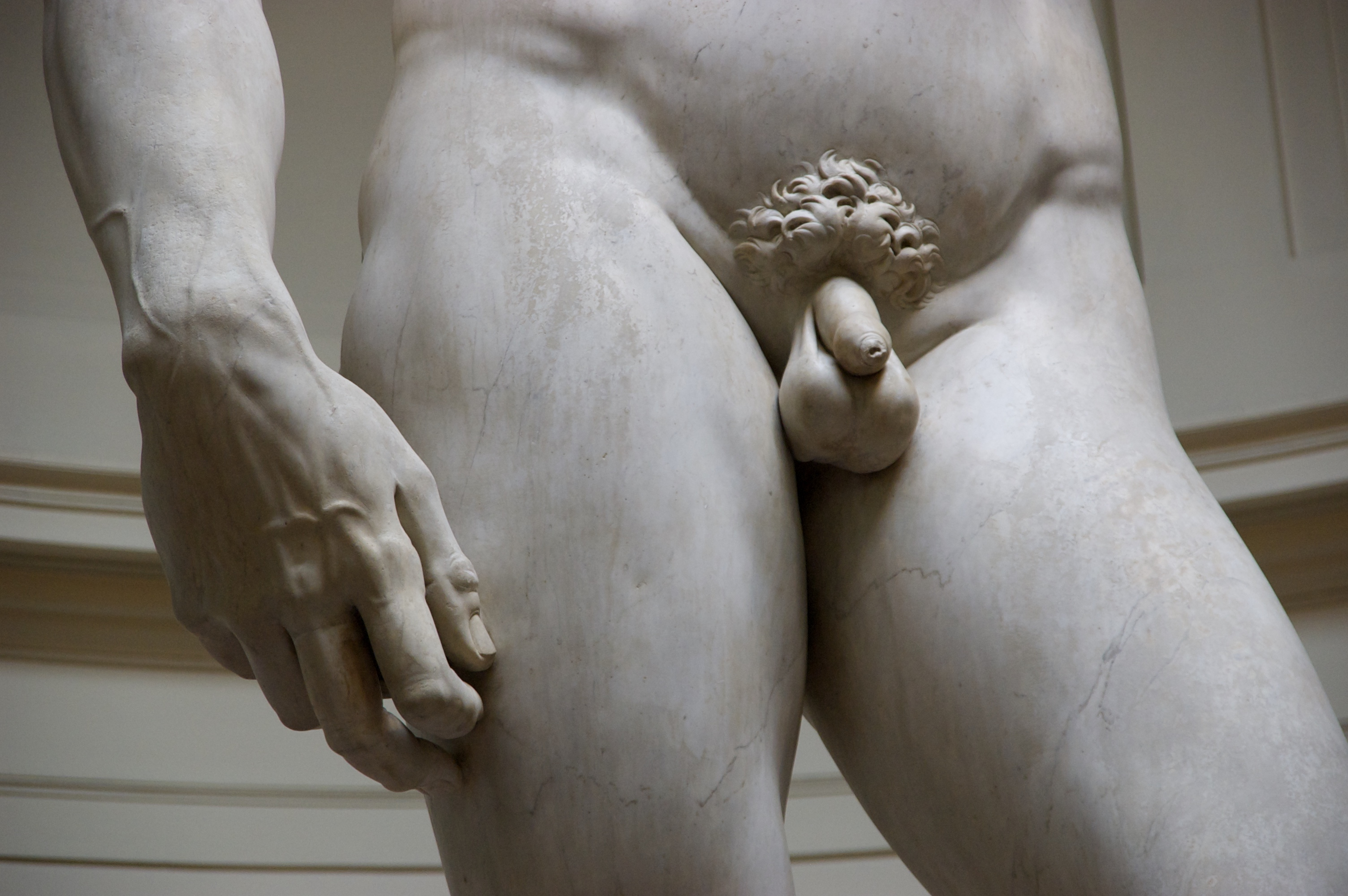
Détail main droite et sexe.
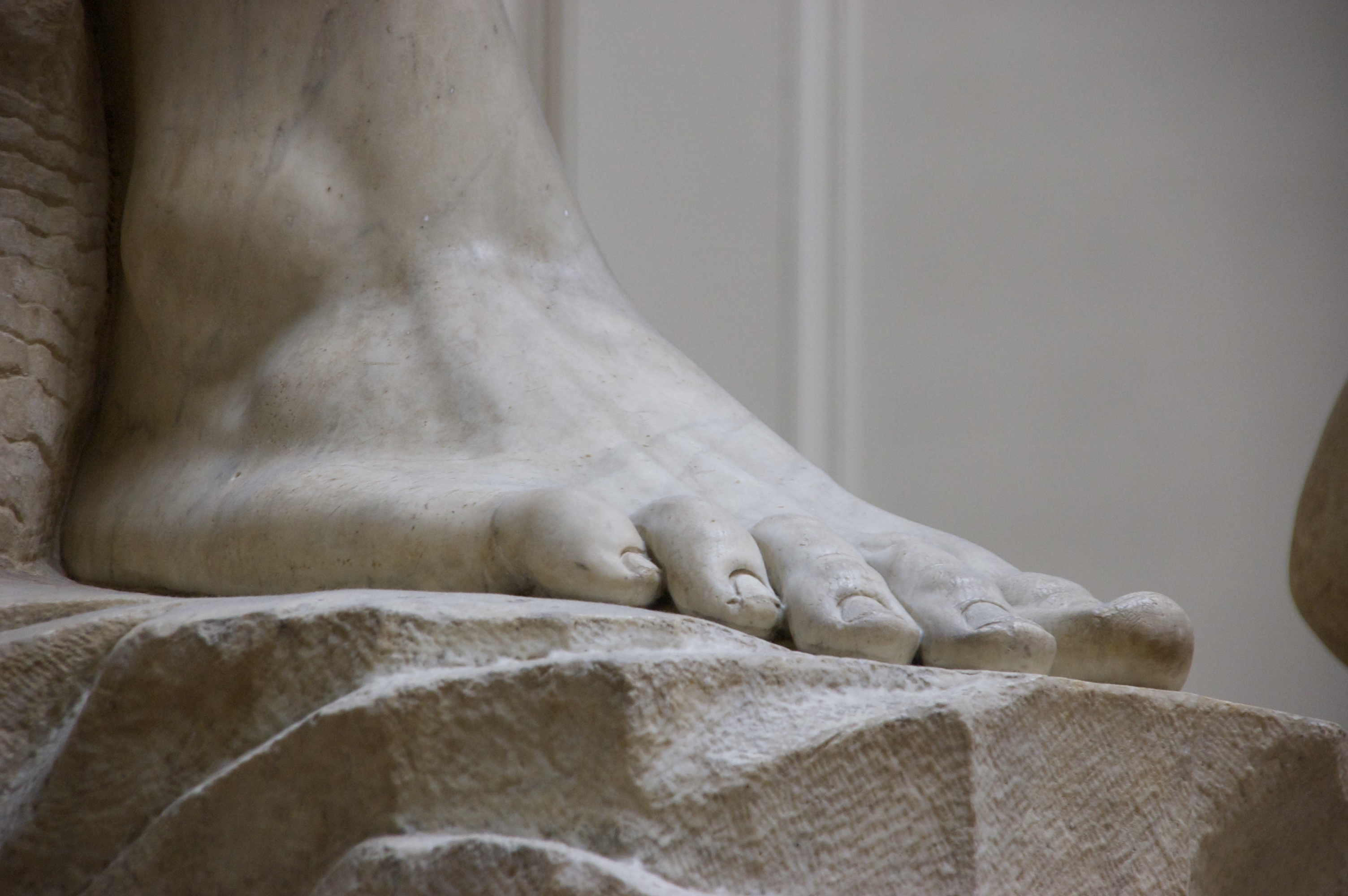
Détail pied droit.
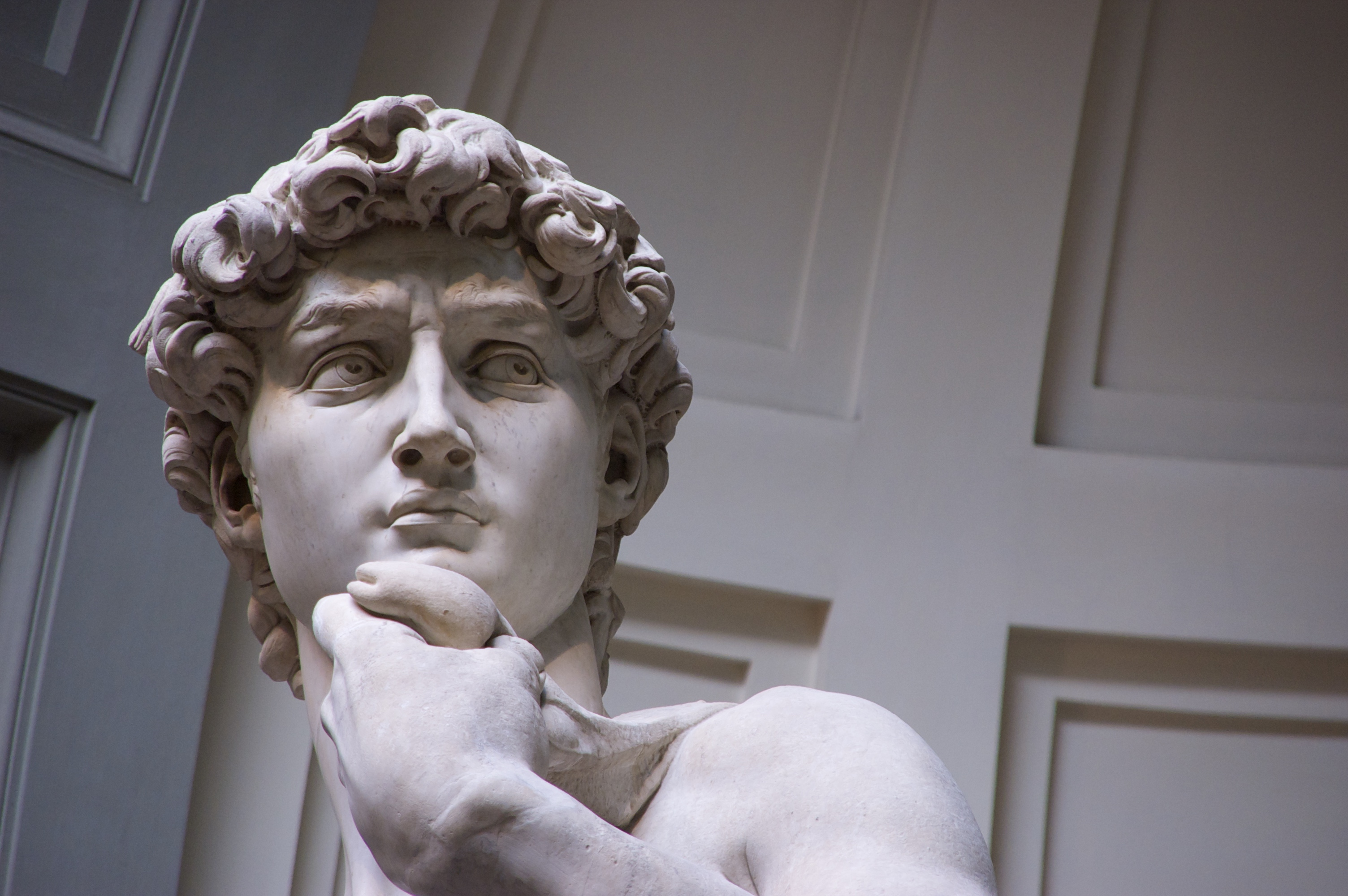
Détail tête.
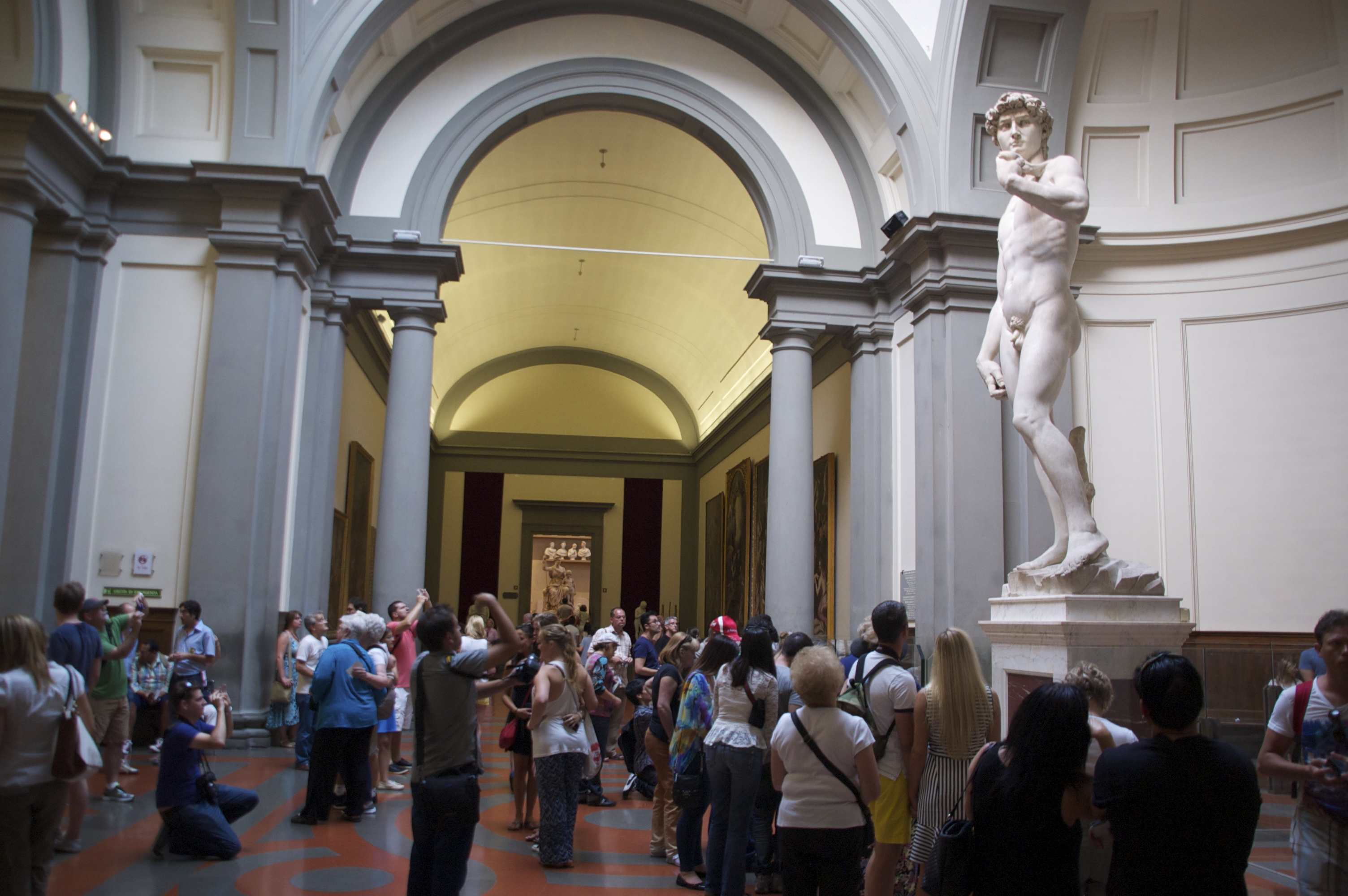
Salle d'exposition à l'Accademia.